# جو لينش
جو لينش (بالإنجليزية: Joe Lynch)‏ هو كاتب أغاني وممثل أيرلندي، ولد في 16 يوليو 1925 في جمهورية أيرلندا، وتوفي في 1 أغسطس 2001 بأليكانتي في إسبانيا.

## أعمال

### أفلام
- (1994) لينا الصغيرة

## وصلات خارجية
- جو لينش على موقع IMDb (الإنجليزية)
- جو لينش على موقع ميوزك برينز (الإنجليزية)
- جو لينش على موقع أول موفي (الإنجليزية)
- جو لينش على موقع قاعدة بيانات الأفلام السويدية (السويدية)
- جو لينش على موقع ديسكوغز (الإنجليزية)
- جو لينش على موقع قاعدة بيانات الفيلم (الإنجليزية)
- جو لينش على موقع كينوبويسك (الروسية)